# Frank Oppenheimer
Frank Friedman Oppenheimer (14. srpna 1912 New York – 3. února 1985 Sausalito) byl americký částicový fyzik, rančer, profesor fyziky na Coloradské univerzitě a zakladatel Exploratoria v San Franciscu.

## Život a kariéra
Byl mladším bratrem proslulého fyzika J. Roberta Oppenheimera. V dětství se věnoval malbě a hře na flétnu. Zvažoval kariéru flétnisty, ale na doporučení svého bratra se stal fyzikem. V době projektu Manhattan se věnoval výzkumu jaderné fyziky a zkoumal obohacování uranu. V roce 1945 byl vyslán do zařízení na obohacování uranu v Oak Ridge a později téhož roku i do tajné laboratoře v Los Alamos, kterou vedl jeho bratr.
Po válce se Oppenheimer kvůli svému dřívějšímu členství v Komunistické straně Spojených států amerických ocitl pod dohledem a rezignoval na svou pozici na Minnesotské univerzitě. Společně se svou manželkou se odstěhoval do Colorada, kde téměř deset let choval dobytek. Stal se obětí mccarthismu a ocitl se na černé listině, kvůli které mu bylo až do roku 1957 zakázáno vyučovat fyziku na území USA.
Roku 1957 mu bylo umožněno vyučovat přírodní vědy na střední škole v Coloradu. Tato rehabilitace mu umožnila získat pozici vyučujícího fyziky na Coloradské univerzitě. Znovu se zapojil do výzkumu částicové fyziky, ale začal se více zajímat o rozvoj výuky věd a pomohl vypracovat nové osnovy pro výuku fyziky na středních školách.
V roce 1969 založil v San Franciscu Exploratorium, které vedl až do své smrti roku 1985.

## Exploratorium
Roku 1965 bylo Oppenheimerovi uděleno Guggenheimovo stipendium, které mu umožnilo studovat historii fyziky a provádět výzkum pomocí bublinkové komory na University College London v Londýně, kde se poprvé setkal s evropským pojetím muzeí vědy. Tento zážitek ho inspiroval k tomu, aby další roky svého života věnoval snaze vytvořit něco podobného ve Spojených státech. Po návratu z Evropy mu byla nabídnuta práce při plánování nové pobočky Smithsonovského institutu ve Washingtonu, D.C., ale Oppenheimer si zvolil práci na nezávislém, novém druhu muzea v San Fransciscu.
V roce 1969 se v severním křídle Paláce výtvarných umění v San Fransciscu poprvé otevřelo Exploratorium – interaktivní muzeum umění, vědy a lidského vnímání založené na myšlence, že věda by měla být zábavná a přístupná lidem všech věkových skupin. Oppenheimer se stal prvním ředitelem muzea a po zbytek svého života se osobně účastnil téměř všech aspektů jeho každodenního fungování.
Frank Oppenheimer věřil v důležitost umění v rovnoprávném a blízce propojeném vztahu k vědě. Osobně přesvědčil umělce Boba Millera, aby pro Exploratorium vytvořil Sun Paintning – první velkou uměleckou instalaci. Další ranou prací byl Tactile Dome (1971) vytvořený Augustem Coppolou (otec herce Nicolase Cage a bratr filmového režiséra Francise Coppoly). Tactile Dome byl trojrozměrný, velmi spletitý průchod, který návštěvníci zkoumali v naprosté temnotě a museli se tak spoléhat na hmat. Obě instalace byly velmi populární a jejich obnovené verze jsou dodnes přístupné. Roku 1974 Oppenheimer zavedl v Exploratoriu program tvůrčí rezidence, který pravidelně přivádí nové i zavedené umělce pracující na hraně umění a vědy.